# Paix d'Aarau
La Paix d'Aarau aussi appelée quatrième traité de paix terrestre de l'histoire de la Confédération suisse, est signée le 11 août 1712 à Aarau et met fin à la guerre de Toggenburg.
Berne et Zurich obtinrent la suprématie dans les seigneuries partagées. Ainsi, l'hégémonie politique des seigneuries catholiques datant du Second Kappeler Landfriede ou second traité de paix terrestre de 1531 est terminée. Cela signifiait l'établissement d'une paix religieuse équilibrée dans la Confédération.
Les conditions territoriales de la paix ont été quelque peu affinées par rapport aux traités de paix précédents :
- Zurich et Berne avec Glaris, maintiennent leur propriété sur Baden et Freie Ämter bas, limité par une ligne allant de Oberlunkhofen à Fahrwangen; ainsi, la liaison militaire entre l'Argovie bernoise et Zurich était assurée et l'accès des lieux catholiques au nord était bloqué.
- La seigneurie Rapperswil est acquise à Zurich, Berne et Glaris.
- Le Schwyzerische Hurden (dans Freienbach) est géré en commun par Zurich et Berne.
- Berne a été inclus dans la co-régence de toutes les Seigneuries qui n'étaient pas partagées : Thurgovie, Bailliage vallée du Rhin, le comté de Sargans et Freie Ämter haut.
- Dans les seigneuries partagées et au Toggenbourg, les sujets avaient la liberté de pratiquer la religion catholique et réformée.

Zurich revendique aussi le comté d'Uznach, perdu lors de la vieille guerre de Zurich et le bailliage de Gaster; mais ceci n'a pas été approuvé par Berne et les autres cantons.
En termes de droit constitutionnel, la quatrième paix terrestre a également suspendu le Second Kappeler Landfriede, ou second traité de paix terrestre de paix de 1531, confirmée par le troisième traité de paix de 1656. Ainsi, la religion réformée était formellement égale à la Diète; dans l'administration des baillis la parité règne désormais dans toutes les affaires concernant les deux religions. Dans les territoires administratifs Thurgovie, Baden, Sargans et la vallée du Rhin, les paroisses réformées, dans le cadre de la garantie Zurich, peuvent exercer leur culte sous la souveraineté de Zurich, et les droits des catholiques sont préservés. Au lieu de la simple tolérance, les réformés jouissent désormais des mêmes droits que la religion catholique traditionnelle. Avec ce traité, la "commission de paix terrestre", composée de représentants de Zurich, Berne, Lucerne et Uri, surveillent les questions confessionnelles.
Zurich et Berne ont ratifié ce traité le 11 août 1718 par le traité de Baden.